# Ђежгоњ
Ђежгоњ (пољ. Dzierzgoń) град је у Пољској у Војводству поморском. По подацима из 2012. године број становника у месту је био 5640.

## Становништво
| 2012. |
| ----- |
| 5.640 |

## Партнерски градови
- Финстервалде
- Финспонг
- Nordborg
- Зитенсен
- Саласпилс